# Karl Johann Benirschke
Karl Johann Willibald Benirschke (* 17. August 1875 in Mährisch-Schönberg; † 28. April 1941 in Niederwiesa) war ein österreichischer Architekt. 

## Leben
Benirschke war ein Sohn des österreichischen Bahnbeamten Willibald Benirschke (1837–1897) und dessen Ehefrau Theresia (1845–1931), Tochter des Gutsverwalters Josef Englisch aus Mährisch Schönberg. Dort hatten sich die Eltern Benirschkes mit ihren vielen Kindern niedergelassen, nachdem der Vater, „Bureau-Chef“ der k.k. Staatsbahnen in Wien, pensioniert worden war. Ein jüngerer Bruder war Max Benirschke, der ebenfalls Architekt wurde.
Benirschke besuchte von 1890 bis 1894 die Bauabteilung der Gewerbeschule in Brünn. Nachdem er in den Sommermonaten 1893/1894 eine Maurerlehre absolviert und als Bautechniker im Architekturbüro Karl Brugger (1853–1935) in Saarbrücken gearbeitet hatte, studierte er Architektur in Wien, ab 1897 an der Kunstgewerbeschule, wo er 1898 den Hagenmüller-Preis errang, in den Jahren von 1899 bis 1902 an der Akademie der bildenden Künste bei Victor Luntz und Otto Wagner. Mit geringem Erfolg versuchte sich Benirschke zunächst in seiner nordmährischen Heimat als Architekt zu etablieren. Nach einer Zeit, in der er als Lehrer an der Kunstgewerbeschule Mainz und im Rheinland als Villen-Architekt gewirkt hatte, ließ er sich im Juni 1906 in Chemnitz nieder. Dort heiratete er am 29. Juni 1909 Ella Schubert. In Chemnitz hatte er bis April 1911 ein gemeinsames Architekturbüro mit Wenzel Bürger, danach war er Partner des aus Gütersloh stammenden Zimmermanns August Kornfeld (1878–1967). In dieser Zeit erhielt er vor allem Aufträge für Industrie- und Villenbauten.
Benirschke war durch die Lehre Otto Wagners geprägt. In seiner Architektur verband er Elemente des Secessionsstils mit Anregungen des Neoklassizismus und des Heimatstils. Um die Jahrhundertwende entwarf er auch Stoffmuster.

## Bauten und Entwürfe (Auswahl)

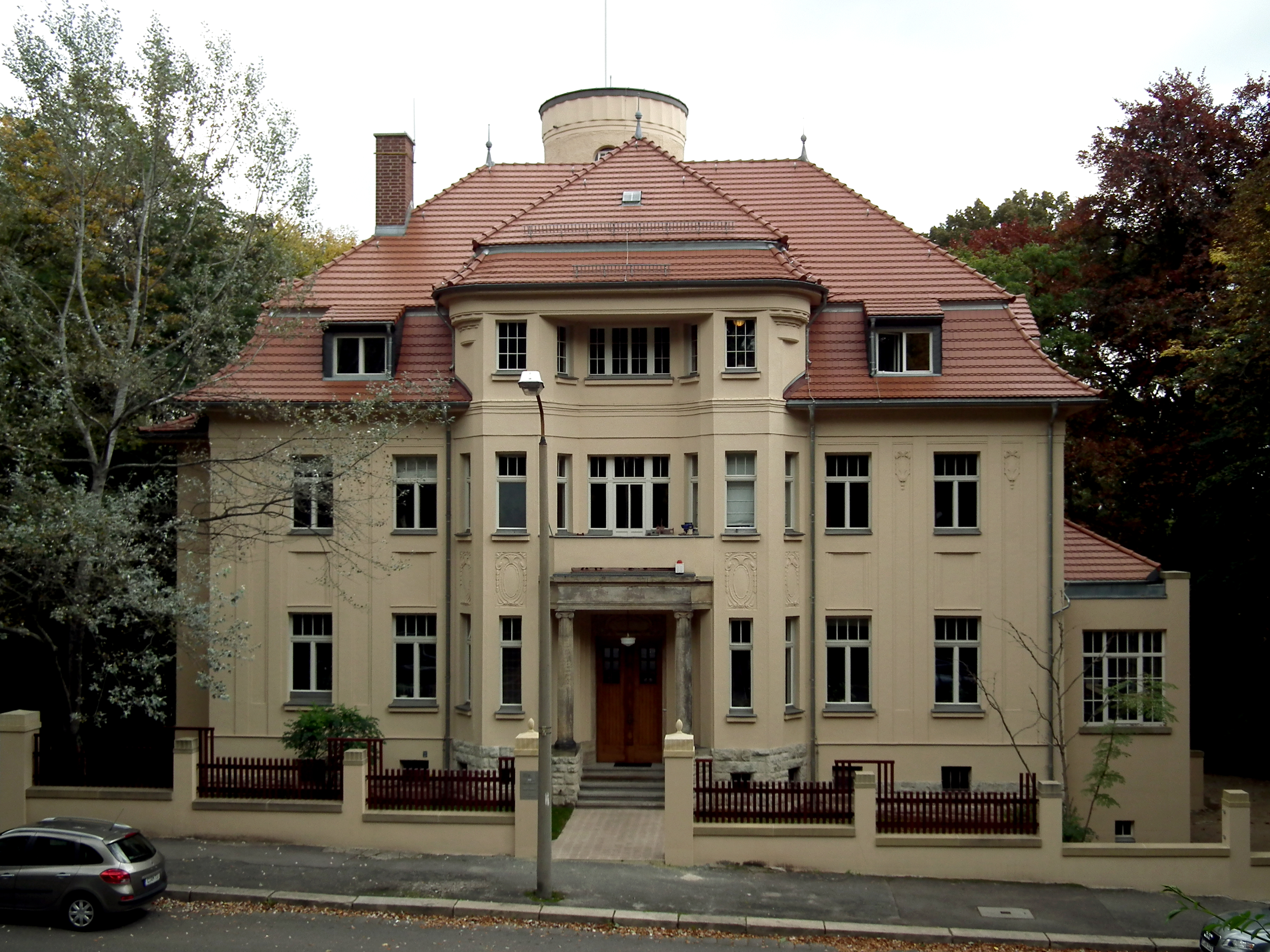
Villa Hempel in Chemnitz

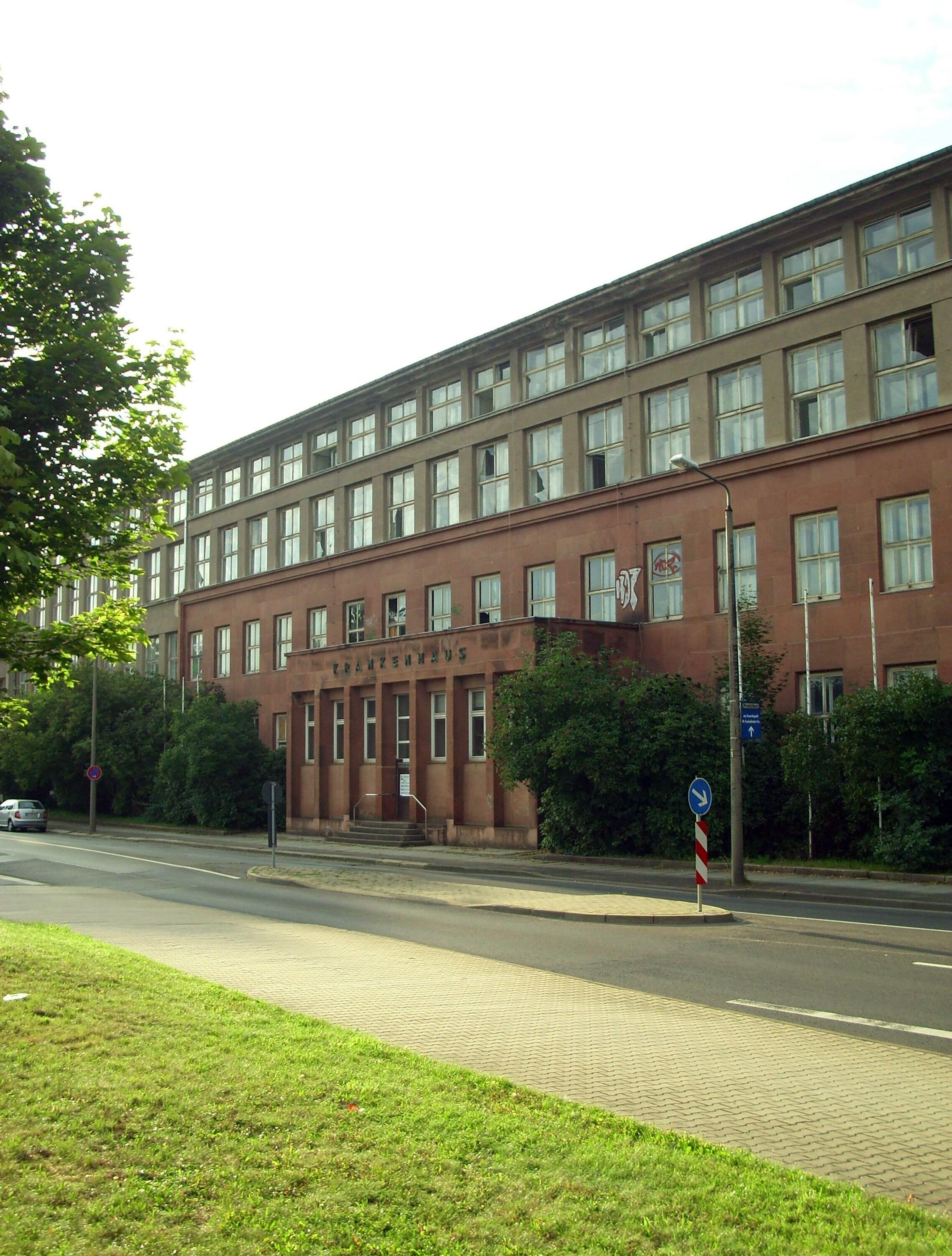
Hauptverwaltung der Auto Union AG in Chemnitz

- Entwurf für ein Rathaus in Mährisch Schönberg
- vor 1902: Entwurf zum Umbau eines Laubenhauses in Neutitschein[2]
- 1905: Zinshaus Margaretenstraße 106 in Wien-Margareten (zusammen mit Rudolf Wibhart)
- 1907: Villa für Friedrich August Hempel in Chemnitz-Kappel, Parkstraße 35 (mit Wenzel Bürger)
- 1911–1914: Erweiterungsbauten der Werkzeugmaschinenfabrik Hermann und Alfred Escher AG in Chemnitz-Siegmar, Lassallestraße 11[3]
- 1924–1925: Fabrikgebäude des Metallbauunternehmens Wirth in Chemnitz, Zwickauer Straße
- ab 1935: Erweiterungsbau des Verwaltungsgebäudes der Auto Union AG in Chemnitz-Altchemnitz, Scheffelstraße (mit Erich Basarke)[4]